# Liste der Biografien/Verm
Liste der Biografien |
Portal Biografien |
Personensuche
# |
A |
B |
C |
D |
E |
F |
G |
H |
I |
J |
K |
L |
M |
N |
O |
P |
Q |
R |
S |
T |
U |
V |
W |
X |
Y |
Z |
?
 
Va |
Vd |
Ve |
Vh |
Vi |
Vj |
Vl |
Vn |
Vo |
Vr |
Vs |
Vt |
Vu |
Vy
 
Vea |
Veb |
Vec |
Ved |
Vee |
Veg |
Veh |
Vei |
Vej |
Vek |
Vel |
Vem |
Ven |
Veo |
Veq |
Ver |
Ves |
Vet |
Veu |
Vev |
Vex |
Vey |
Vez
 
Vera |
Verb |
Verc |
Verd |
Vere |
Verf |
Verg |
Verh |
Veri |
Verj |
Verk |
Verl |
Verm |
Vern |
Vero |
Verp |
Verq |
Verr |
Vers |
Vert |
Veru |
Verv |
Verw |
Very |
Verz
Die Liste der Biografien führt alle Personen auf, die in der deutschsprachigen Wikipedia einen Artikel haben. Dieses ist eine Teilliste mit 136 Einträgen von Personen, deren Namen mit den Buchstaben „Verm“ beginnt.

## Verm

### Verma
- Verma, Daya-Nand (1933–2012), indischer Mathematiker
- Verma, Inder (* 1947), indischer Molekularbiologe und Molekulargenetiker
- Verma, Nirmal (1929–2005), indischer Autor und Übersetzer
- Verma, Ramswaroop (1923–1998), indischer Bürgerrechtler
- Verma, Sameer (* 1994), indischer Badmintonspieler
- Verma, Sandip, Baroness Verma (* 1959), britische Politikerin
- Verma, Shafali (* 2004), indische Cricketspielerin
- Verma, Virendra (1916–2009), indischer Politiker, Lok Sabha- und Rajya Sabha-Mitglied, Gouverneur von Himachal Pradesh und Punjab
- Vermaak, Ian (1933–2025), südafrikanischer Tennisspieler
- Vermaak, Stefan (* 2003), südafrikanischer Dartspieler
- Vermaak, Yvonne (* 1956), südafrikanische Tennisspielerin
- Vermaas, Kim (* 1996), niederländische Tischtennisspielerin
- Vermaelen, Francis (* 1960), belgischer Radrennfahrer
- Vermaelen, Thomas (* 1985), belgischer FußballspielerThomas Vermaelen (* 1985)

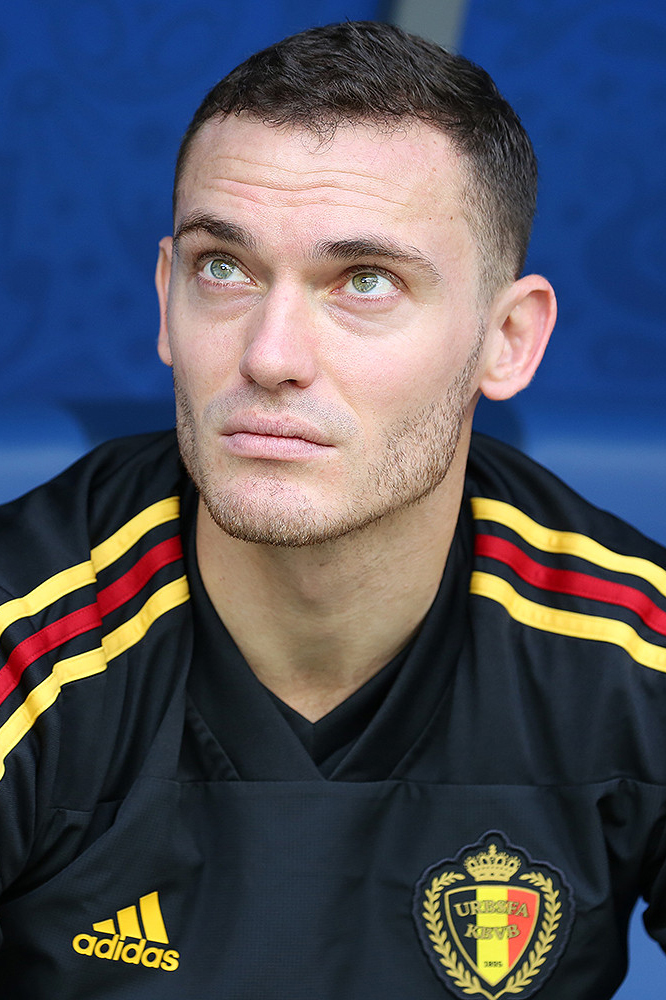
Thomas Vermaelen (* 1985)

- Vermaerke, Kevin (* 2000), US-amerikanischer Radrennfahrer
- Verman, Ramona (* 2004), rumänische Leichtathletin
- Vermandel, René (1893–1958), belgischer Radrennfahrer
- Vermander, Benoît (* 1960), französischer Jesuit und Sinologe
- Vermandois, Louis de Bourbon, comte de (1667–1683), Admiral von Frankreich, Sohn Ludwigs XIV.Louis de Bourbon, comte de Vermandois (1667–1683)

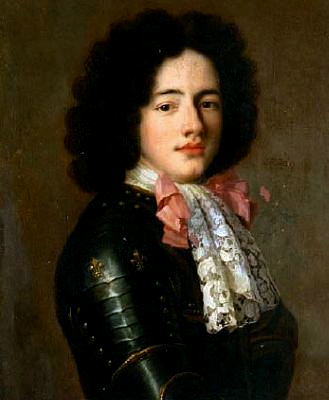
Louis de Bourbon, comte de Vermandois (1667–1683)

- Vermant, Romeo (* 2004), belgischer Fußballspieler
- Vermant, Sven (* 1973), belgischer Fußballspieler, -trainer und Sportdirektor
- Vermaseren, Maarten Jozef (1918–1985), niederländischer Religionshistoriker
- Vermaut, Stive (1975–2004), belgischer Radrennfahrer

### Verme
- Vermeer, Arie (1922–2013), niederländischer Fußballspieler
- Vermeer, Hans J. (1930–2010), deutscher Sprach- und Übersetzungswissenschaftler
- Vermeer, Jan, holländischer Maler
- Vermeer, Kenneth (* 1986), niederländischer Fußballtorhüter
- Vermeer, Manuel (* 1961), deutscher Sinologe und Dozent am Ostasieninstitut der Fachhochschule Ludwigshafen
- Vermeer, Pieter A. (* 1944), niederländischer Geotechniker
- Vermeer, Sanne (* 1998), niederländische Judoka
- Vermeeren, Arthur (* 2005), belgischer Fußballspieler
- Vermeersch, Etienne (1934–2019), belgischer Philosoph
- Vermeersch, Florian (* 1999), belgischer RadrennfahrerFlorian Vermeersch (* 1999)

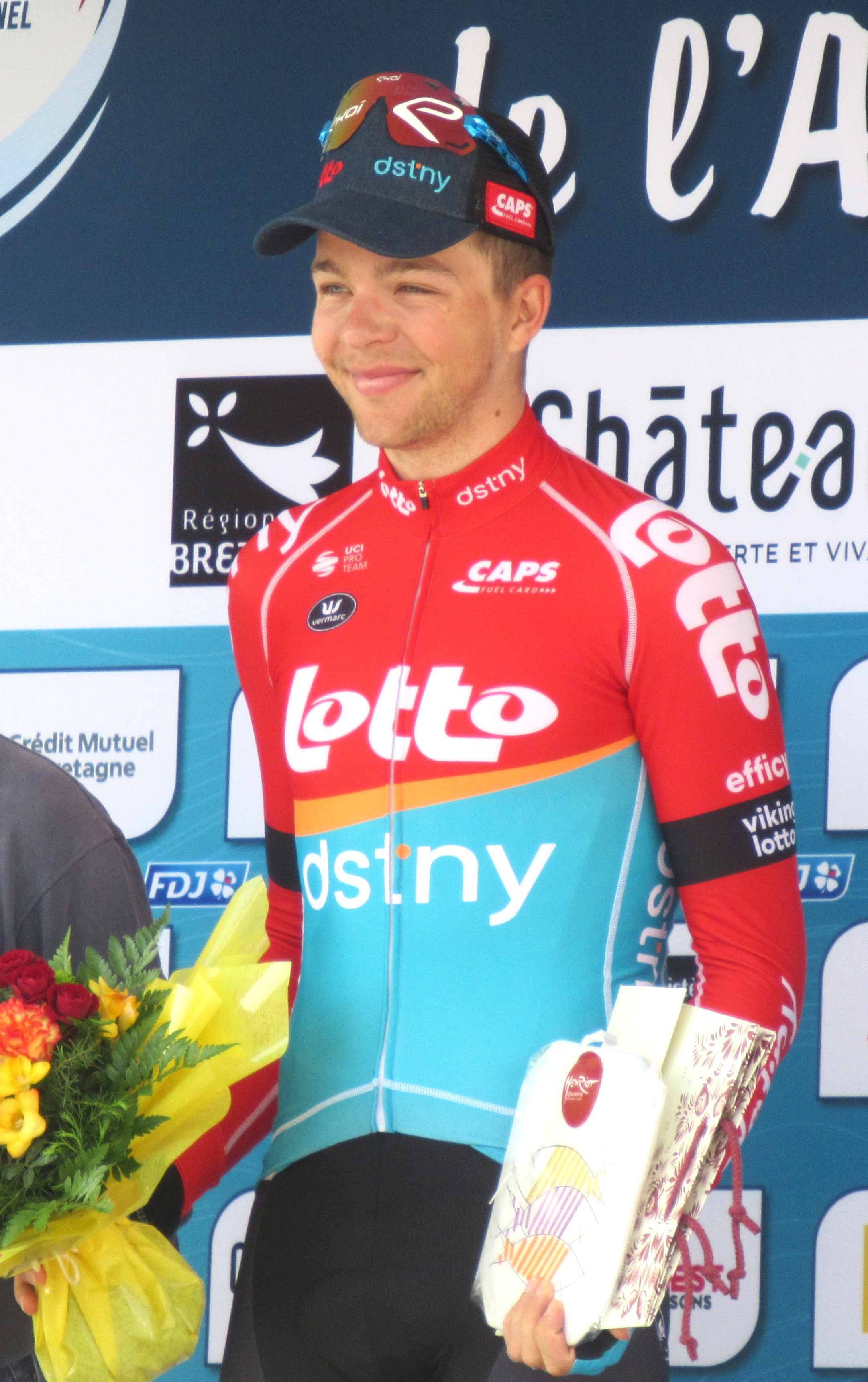
Florian Vermeersch (* 1999)

- Vermeersch, Gianni (* 1992), belgischer Radrennfahrer
- Vermeersch, Hans (* 1957), belgischer Komponist und Dirigent
- Vermeersch, Stephan, belgischer Klarinettist, Saxophonist und Musikpädagoge
- Vermeerssen, Frans (* 1954), niederländischer Jazzmusiker (Saxophon, Komposition)
- Vermehren, Carl (1816–1892), deutscher Jurist
- Vermehren, Carl Wilhelm (1785–1843), deutscher Kaufmann
- Vermehren, Erich (1919–2005), deutscher Jurist und Abwehr-Agent, später Schweizer Versicherungsmakler und Una Voce-Präsident
- Vermehren, Frederik (1823–1910), dänischer Maler
- Vermehren, Friedrich Bernhard (1802–1871), deutscher Jurist
- Vermehren, Hermann (1792–1858), deutscher evangelisch-lutherischer Theologe, Konsistorialrat und Superintendent in Mecklenburg
- Vermehren, Isa (1918–2009), deutsche Kabarettistin, Filmschauspielerin, Autorin und Ordensschwester
- Vermehren, Johann (1634–1710), Hofrat in Mecklenburg
- Vermehren, Johann Bernhard (1777–1803), frühromantischer deutscher Dichter und Gelehrter
- Vermehren, Julius (1855–1928), deutscher Jurist, Rechtsanwalt, Notar und Senator in Lübeck
- Vermehren, Knud (1890–1985), dänischer Turner
- Vermehren, Kurt (1885–1962), deutscher Rechtsanwalt
- Vermehren, Michael (1659–1718), deutscher Theologe
- Vermehren, Michael (1915–2010), deutscher Journalist und Fernsehkorrespondent
- Vermehren, Michael Gottlieb (1699–1748), Jurist, Senator der Hansestadt Lübeck
- Vermehren, Moritz (1829–1893), deutscher Klassischer Philologe und Gymnasiallehrer
- Vermehren, Otto (1861–1917), deutscher Maler, Zeichner und Kopist
- Vermehren, Paul († 1750), Kaufmann und Ratsherr der Hansestadt Lübeck
- Vermehren, Paul († 1729), deutscher Jurist, kurfürstlich-sächsischer Oberpostdirektor
- Vermehren, Paul (1848–1944), deutscher Architekt
- Vermehren, Petra (1893–1971), deutsche Journalistin
- Vermehren, Werner (1890–1986), deutscher Marineoffizier, zuletzt Kapitän zur See, und Mitarbeiter der Abwehr
- Vermeij, Geerat (* 1946), niederländischer Paläontologe
- Vermeij, Vincent (* 1994), niederländischer FußballspielerVincent Vermeij (* 1994)

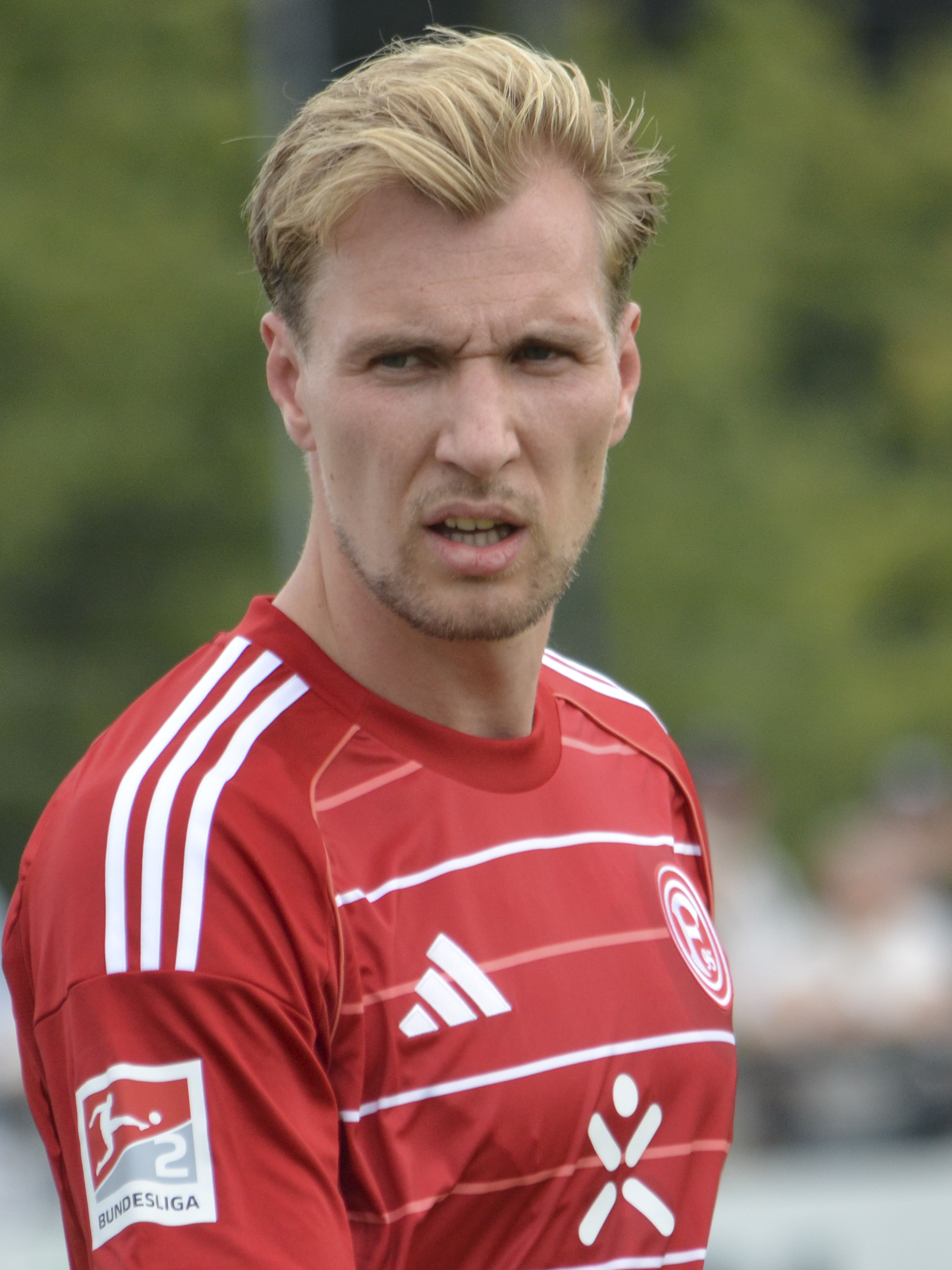
Vincent Vermeij (* 1994)

- Vermeil, Dick (* 1936), US-amerikanischer American-Football-Trainer
- Vermeil, Edmond (1878–1964), französischer Germanist
- Vermeil, Hermann (1889–1959), deutscher Mathematiker
- Vermeire, Kaatje (* 1981), belgische Grafikerin und Illustratorin
- Vermeire, Robert (* 1944), belgischer Radrennfahrer, Weltmeister im Radsport
- Vermeire, Séverine (* 1970), belgische Gastroenterologin
- Vermeiren, Hilaire Marie (1889–1967), belgischer Ordensgeistlicher, römisch-katholischer Erzbischof von Coquilhatville
- Vermeiren, Paul (* 1963), belgischer Bogenschütze
- Vermeling, Monique (* 1992), brasilianische Hochspringerin
- Vermeltfoort, Coen (* 1988), niederländischer Radrennfahrer
- Vermenouze, Arsène (1850–1910), französischer Dichter französischer und okzitanischer Sprache
- Vermersen, Margarethe († 1482), Äbtissin des Klosters Harvestehude
- Vermes, Albán (1957–2021), ungarischer Schwimmer
- Vermes, Géza (1924–2013), britischer Theologe und Orientalist
- Vermes, Mária (1923–2018), ungarische Violinistin und Hochschullehrerin
- Vermes, Peter (* 1966), US-amerikanischer Fußballspieler und -trainer
- Vermes, Timur (* 1967), deutscher Journalist und BuchautorTimur Vermes (* 1967)

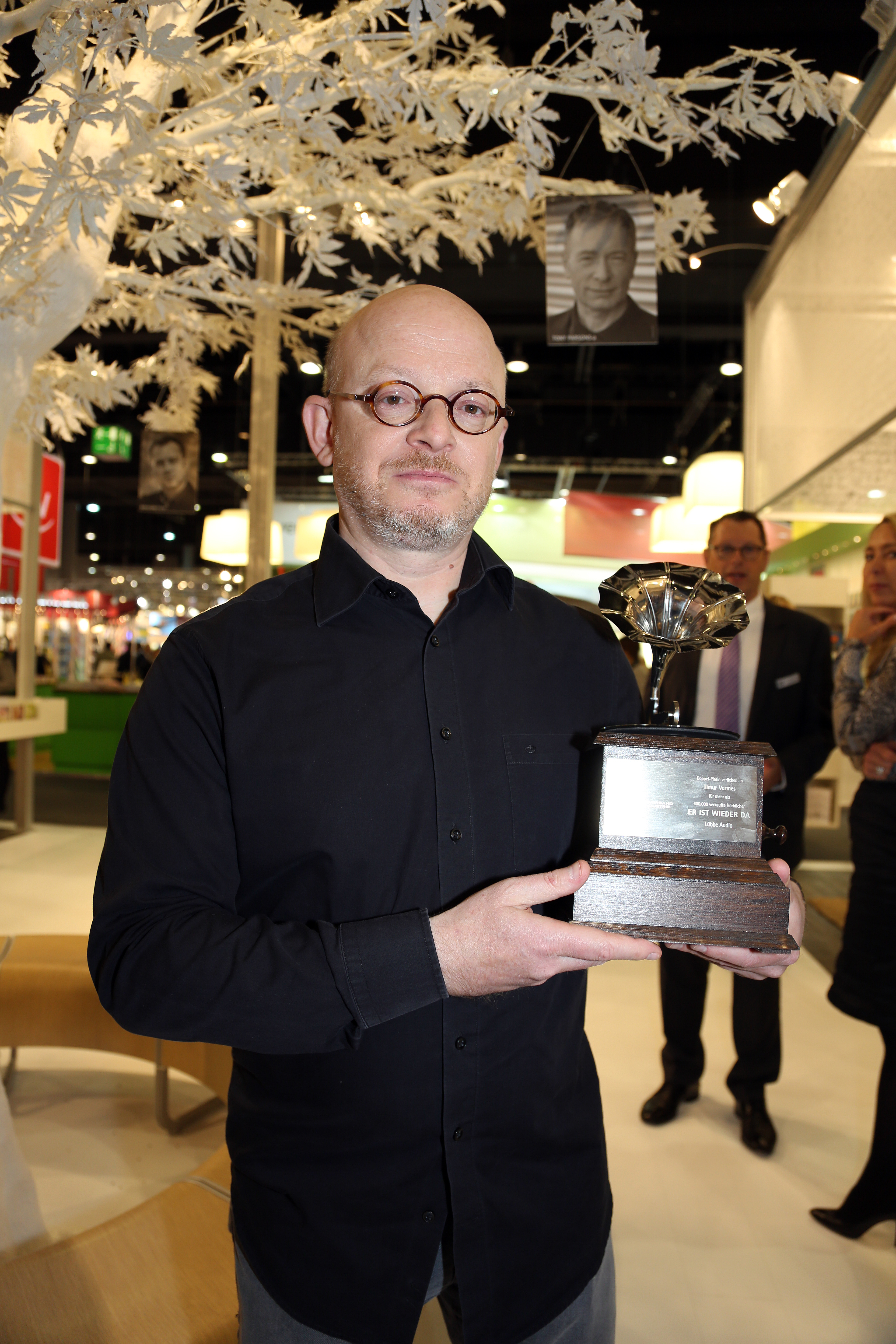
Timur Vermes (* 1967)

- Vermette, Antoine (* 1982), kanadischer Eishockeyspieler
- Vermette, Claude (1930–2006), kanadischer Maler und Keramiker
- Vermette, Patrice (* 1970), kanadischer Szenenbildner
- Vermette, Rhayne (* 1982), kanadische Künstlerin und Filmemacherin
- Vermetten, Henk (1895–1964), niederländischer Fußballspieler
- Vermetten, Jean-Pierre (1895–1977), belgischer Schwimmer und Wasserballspieler
- Vermeule, Emily (1928–2001), US-amerikanische Klassische Archäologin
- Vermeule, Koen (* 1965), niederländischer Maler
- Vermeulen, Amy (* 1983), kanadische Fußballspielerin
- Vermeulen, Benjamin (* 1957), belgischer Radrennfahrer
- Vermeulen, Chris (* 1982), australischer Motorradrennfahrer
- Vermeulen, Dagmar (* 1975), niederländische Squashspielerin
- Vermeulen, Duane (* 1986), südafrikanischer Rugbyspieler
- Vermeulen, Emiel (* 1993), belgischer Radrennfahrer
- Vermeulen, Éric (* 1954), französischer Radrennfahrer
- Vermeulen, Erik (* 1959), belgischer Jazz-Pianist
- Vermeulen, Gijs (* 1981), niederländischer Ruderer
- Vermeulen, Han F. (* 1952), niederländischer Wissenschaftshistoriker und Ethnologe
- Vermeulen, Inge (1985–2015), brasilianisch-niederländische Feldhockeyspielerin
- Vermeulen, Jeff (* 1988), niederländischer Bahn- und Straßenradrennfahrer
- Vermeulen, Jochem (* 1998), belgischer Mittelstreckenläufer
- Vermeulen, John (1941–2009), belgischer Journalist und Schriftsteller
- Vermeulen, Klaas (* 1988), niederländischer Hockeyspieler
- Vermeulen, Matthijs (1888–1967), niederländischer Komponist
- Vermeulen, Mika (* 1999), österreichischer SkilangläuferMika Vermeulen (* 1999)

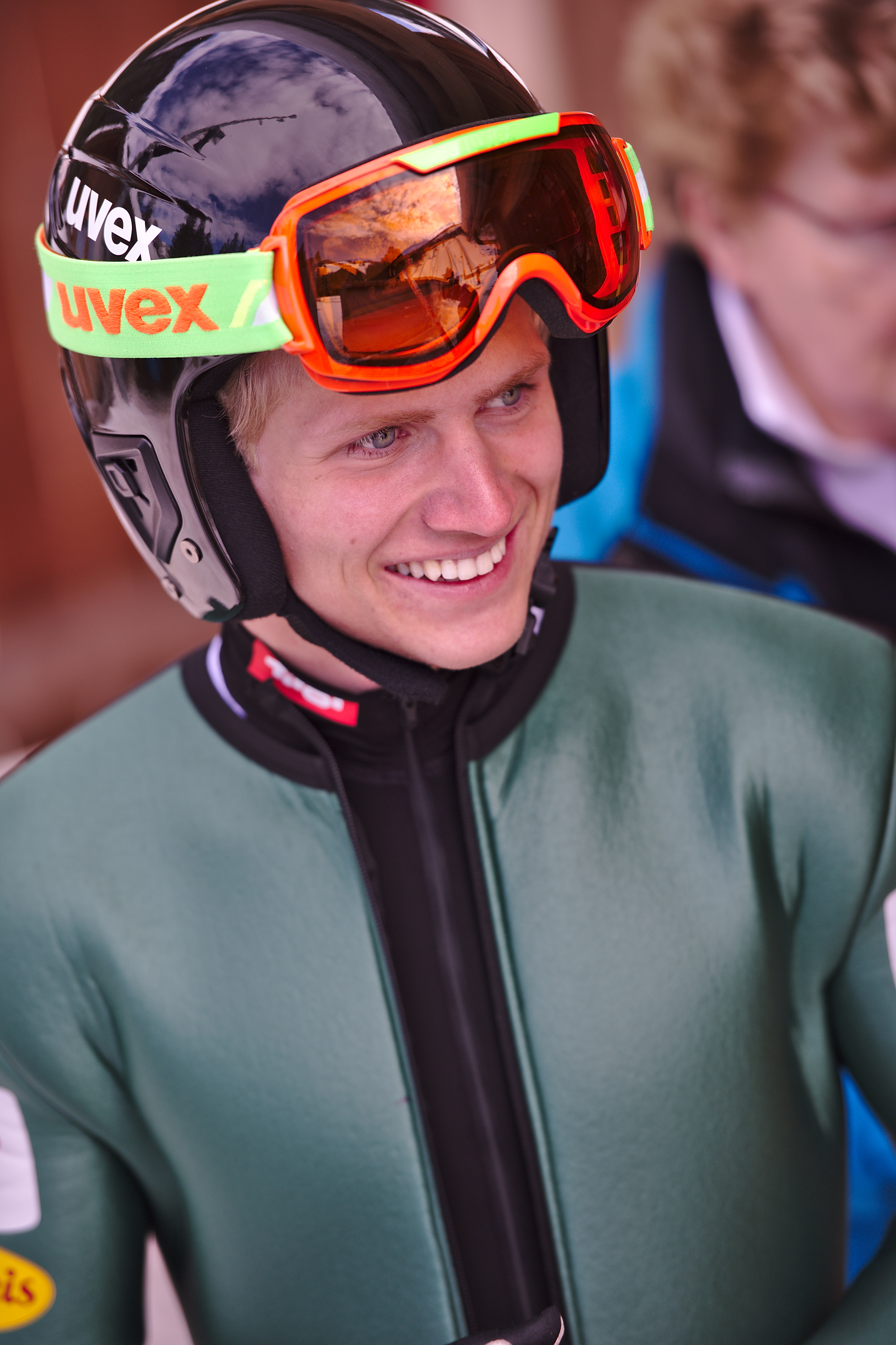
Mika Vermeulen (* 1999)

- Vermeulen, Olivia (* 1978), niederländische Sängerin (Mezzosopran)
- Vermeulen, Rendel (* 2003), belgischer Sprinter
- Vermeulen, Thierry (* 2002), niederländischer Automobilrennfahrer
- Vermeulen, Valentino (* 2001), niederländischer Fußballspieler
- Vermeulin, Michel (* 1934), französischer Radrennfahrer und Olympiasieger
- Vermeyen, Jan, flämischer Goldschmied, Juwelier und Medailleur
- Vermeyen, Jan Cornelisz († 1559), niederländischer Maler, Radierer, Zeichner und Tapetendesigner
- Vermeylen, August (1872–1945), flämischer Schriftsteller, Literaturkritiker, Kunsthistoriker und Politiker
- Vermeylen, Piet (1904–1991), belgischer Politiker
- Vermezović, Vladimir, serbischer Fußballtrainer

### Vermi
- Vermibus (* 1987), spanischer Streetart-Künstler
- Vermigli, Peter Martyr (1499–1562), italienischer Augustinerordenspriester und reformierter Alttestamentler
- Vermij, Rienk (* 1957), niederländischer Wissenschaftshistoriker
- Vermijl, Marnick (* 1992), belgischer Fußballspieler
- Vermillion, Iris (* 1960), deutsche Opernsängerin (Mezzosopran)
- Vermillion, Joseph (1862–1889), amerikanisches Mordopfer
- Vermilyea, Kristen (* 1969), US-amerikanische Schauspielerin
- Vermilyea, Louise († 1911), US-amerikanische Serienmörderin
- Vermin, Joël (* 1992), niederländisch-schweizerischer Eishockeyspieler
- Verminnen, Johan (* 1951), belgischer Sänger
- Veřmiřovská, Zdeňka (1913–1997), tschechoslowakische Kunstturnerin

### Vermo
- Vermont, Boris (1903–1956), russisch-US-amerikanischer Filmproduzent und Filmeditor
- Vermont, Hyacinthe Collin de (1693–1761), französischer Maler des Rokoko
- Vermot, Joseph (1828–1893), französischer Autor und Herausgeber
- Vermot-Desroches, Jean-Emmanuel (* 1974), französischer Comiczeichner und -autor
- Vermot-Mangold, Ruth-Gaby (* 1941), Schweizer Politikerin (SP)
- Vermote, Julien (* 1949), belgischer Radrennfahrer
- Vermote, Julien (* 1989), belgischer Radrennfahrer
- Vermouth, Gil (* 1985), israelischer Fußballspieler

### Vermu
- Vermudt, Henrique (* 1999), brasilianischer Fußballspieler
- Vermulst, Laurien (* 1960), niederländische Ruderin
- Vermund, Pernille (* 1975), dänische Architektin, Unternehmerin, Politikerin, Parteigründerin
- Vermuyden, Cornelius (1595–1683), niederländischer Ingenieur